# Liste des cavités naturelles les plus longues de la Moselle

Département de la Moselle.

La liste des cavités naturelles les plus longues de la Moselle recense sous la forme d'un tableau, les cavités souterraines naturelles connues, dont le développement est supérieur ou égal à cinquante mètres.
La communauté spéléologique considère qu'une cavité souterraine naturelle n'existe vraiment qu'à partir du moment où elle est « inventée » c'est-à-dire découverte (ou redécouverte), inventoriée, topographiée et publiée. Bien sûr, la réalité physique d'une cavité naturelle est la plupart du temps bien antérieure à sa découverte par l'homme ; cependant tant qu'elle n'est pas explorée, mesurée et révélée, la cavité naturelle n'appartient pas au domaine de la connaissance partagée.
La liste spéléométrique des plus longues cavités naturelles de la Moselle (≥ 20 m) est  actualisée fin 2020.
La plus longue cavité répertoriée dans le département de la Moselle est la diaclase de la Voie ferrée (cf. ligne 1 du tableau ci-dessous).

## Moselle (France)

### Cavités de développement supérieur ou égal à20m
9 cavités sont recensées au 31-12-2020.
| Réf. | Cavités (autres noms)       | Communes            | Massifs ou zones géographiques | Coordonnées (WGS 84)        | Développement (en mètres) | Dénivelée (en mètres) | Sources ou références                              | Mises à jour |
| ---- | --------------------------- | ------------------- | ------------------------------ | --------------------------- | ------------------------- | --------------------- | -------------------------------------------------- | ------------ |
| 1    | Diaclase de la Voie ferrée  | Audun-le-Tiche      |                                | 49° 27′ 57″ N, 5° 57′ 37″ E | +000442, m                | +0000, m              | Le Républicain lorrain & IKARE                     | 2000-00      |
| 2    | Perte du Bois de Ludelange  | Havange             |                                | 49° 22′ 51″ N, 5° 59′ 06″ E | +0 00075, m               | +0020, m              | Spéléométrie de la France & IKARE & Spéléo L no 27 | 2020-12      |
| 3    | Diaclase de la Vache à lait | Clouange            |                                | 49° 15′ 40″ N, 6° 04′ 55″ E | +0 00050, m               | +0014, m              | Spéléométrie de la France & IKARE                  | 2000-00      |
| 4    | Boyau de la Carrière        | Audun-le-Tiche      |                                | 49° 27′ 39″ N, 5° 57′ 43″ E | +0 00050, m               | +0034, m              | Spéléométrie de la France & IKARE                  | 2000-00      |
| 5    | Trou de Robert Frey         | Gorze               |                                | 49° 03′ 52″ N, 5° 59′ 47″ E | +0 00035, m               | +0010, m              | Spéléométrie de la France & IKARE                  | 2000-00      |
| 6    | Trou du Renard picoleur     | Novéant-sur-Moselle |                                | 49° 03′ 41″ N, 6° 00′ 33″ E | +0 00034, m               | +0000, m              | Spéléométrie de la France & IKARE                  | 2000-00      |
| 7    | Trou du Renard              | Novéant-sur-Moselle |                                | 49° 02′ 25″ N, 6° 02′ 48″ E | +0 00030, m               | +0000, m              | Spéléométrie de la France & IKARE                  | 2000-00      |
| 8    | Grotte de la Fraze          | Novéant-sur-Moselle |                                | 49° 02′ 27″ N, 6° 02′ 48″ E | +0 00020, m               | +0020, m              | Spéléométrie de la France & IKARE                  | 2000-00      |
| 9    | Trou du GR 5                | Novéant-sur-Moselle |                                | 49° 02′ 23″ N, 6° 01′ 23″ E | +0 00020, m               | +0000, m              | Spéléométrie de la France & IKARE                  | 2000-00      |